# Pàporotni (Oktiabrski)
|  | Per a altres significats, vegeu «Pàporotni». |

Pàporotni - Папоротный (rus) és un khútor del krai de Krasnodar, a Rússia. Es troba als vessants del Caucas occidental, a la capçalera del riu Pxix, a 28 km al nord-est de Tuapsé i a 95 km al sud de Krasnodar.
Pertany al possiólok d'Oktiabrski.